# 山口重信
山口重信（1590年－1615年6月2日）是江戶時代武將。父親是山口重政。母親是小坂雄吉的女兒。正室是石川康通（或石川忠義）的女兒（大久保忠隣的養女）。幼名是熊丸、長次郎。

## 生平
在天正18年（1590年）於尾張清洲出生，家中長男。在慶長2年（1597年）謁見德川秀忠。慶長14年（1609年）12月27日，敘任從五位下伊豆守。之後迎大久保忠隣的養女為正室，不過因為沒有得到幕府正式許可，因此父親重政在慶長18年（1613年）1月6日被改易，與父親一同被逼在武藏國入間郡越生庄的龍穩寺中蟄居。
慶長19年（1614年），為了在大坂冬之陣立下戰功而與父親一同前往大坂，但是在箱根的關所被阻止而返回龍穩寺。於是為了通過關所而改為商人的裝扮，經由東山道前往大坂，不過因為德川與豐臣之間成立和議，於是再次返回龍穩寺。
翌年，在大坂夏之陣中屬於井伊直孝軍奮戰，不過被木村重成殺死。享年26歲。法名是傑山宗英大雄院。